# USS Enterprise (1799)
Pour les autres navires du même nom, voir USS Enterprise.
L'USS Enterprise est une goélette de l'United States Navy. Lancée en 1799, elle servit notamment durant la guerre de Tripoli.